# Будинок Ніжинської міської думи
Будинок Ніжинської міської думи — пам'ятка архітектури національного значення в Ніжині. 
Нині в будинку міститься корпус № 2 Ніжинського спеціального медичного коледжу і Ніжинський районний відділ МНС України в Чернігівській області.

## Історія
Постановою Кабінету Міністрів УРСР від 06.09.1979 року № 442 «Про доповнення списку пам'яток містобудування і архітектури Української РСР, що перебувають під охороною держави» присвоєно статус пам'ятки архітектури національного значення під охоронним № 1769 під назвою Житловий будинок.
Частина будинку, де розташовувалася пожежна частина — пам'ятник архітектури знову виявлений під назвою Пожежне депо.
Встановлена інформаційна дошка.

## Опис
Будинок побудований в 1785 році на Міщанській вулиці (нині Студентська) в формах провінційного класицизму.
Кам'яний, двохповерховий, прямокутний в плані будинок, з чотирискатним дахом. Фасад симетричний, спрямований на південний захід до Студентської вулиці. Зверху була надбудована каланча (не збереглася) пожежної команди, заснованої в 1865 році. Фасад прикрашений пілястрами. Лінія карниза завершується фронтонами. У 1910 році була зведена прибудова, де зараз розміщується пожежна частина.